# Neotrichia palma
Neotrichia palma is een schietmot uit de familie Hydroptilidae. De soort komt voor in het Neotropisch gebied.